# Jon Sobrino
Jon Sobrino (Barcelona, 27 de dezembro de 1938) é um sacerdote e teólogo espanhol que vive em San Salvador desde de 1957, importante expoente da Teologia da Libertação.

## Biografia
Ingressou na Companhia de Jesus em 1956 em Orduña (Biscaia - Espanha) e em 1957 foi transferido para Santa Tecla (El Salvador), passando, desde daquele ano a pertencer à Província da América Central. Desde 1974, reside em San Salvador, capital de El Salvador, país que adotou como sua pátria. Foi ordenado sacerdote em 1969.
Em 1963, concluiu a licenciatura em Filosofia e Letras na Universidade de Saint Louis, nos Estados Unidos. Dois anos depois, concluiu o mestrado em Engenharia nessa mesma Universidade. Recebeu o doutorado em Teologia em 1975 na Hochschule Sankt Georgen em Frankfurt, Alemanha, com a tese intitulada Significado da cruz e ressurreição de Jesus nas cristologias sistemáticas de W. Pannenberg e J. Moltmann. Recebeu também o título de doutor honoris causa de nove universidades, dentre elas a Universidade Católica de Louvain, na Bélgica, a Universidade de Santa Clara, na Califórnia (Estados Unidos) e a Universidade Saint Louis. Sua formação teológica foi fortemente influenciada pelo Concílio Vaticano II e pela Segunda Conferência Geral do Episcopado Latino-Americano, realizada em Medellín em 1968.
A partir de 1974 atuou como professor da Universidade Centro Americana. Foi diretor do Centro Teológico Monsenhor Romero, codiretor da Revista Latinoamericana de Teologia e integrante do Conselho de direção da Revista Internacional de Teologia Concilium.
Foi influenciado Karl Rahner, Jürgen Moltmann e Xavier Zubiri.
Sua obra teológica é uma contribuição à Cristologia a partir da realidade da América Latina. seu primeiro livro, publicado em 1976, foi Cristologia a partir da América Latina: esboço a partir do seguimento do Jesus histórico, que o insere entre os teólogos segunda geração da Teologia da Libertação, na qual também estão incluídos Leonardo Boff e Ignacio Ellacuría.
Jon Sobrino foi assessor teológico de Dom Oscar Romero, arcebispo de San Salvador, assassinado pela direita salvadorenha em março de 1980.
Em 16 de novembro de 1989, escapou de um atentado realizado por militares do exército salvadorenho, quando seis jesuítas, a cozinheira e sua filha foram assassinados na Universidade Centroamericana (UCA), entre os quais Ignácio Ellacuría, reitor daquela da UCA. Sobrino não estava na casa por estar substituindo Leonardo Boff em um curso de Cristologia na Tailândia.
Atualmente é responsável pelo Centro de Pastoral Dom Oscar Romero, diretor da Revista Latinoamericana de Teologia e do informativo Cartas a las Iglesias, além de ser membro do comitê editorial da Revista Internacional de Teologia Concilium.

## Opção preferencial pelos pobres e teologia da ressurreição
Suas ideias foram forjadas no confronto com a injustiça e a opressão de El Salvador, em um contexto no qual a Igreja Católica na América Latina, adotava a opção preferencial pelos pobres. Neste contexto, passou a entender que o Evangelho não é só uma verdade a ser reafirmada, mas uma boa nova que produz alegria, e que os pobres seriam vítimas do pecado e da opressão humanas, e, portanto, passou a entender Deus, como o Deus dos pobres e os pobres, como aqueles cuja tarefa mais urgente é sobreviver e o destino mais próximo é a morte lenta.
Sobrino sustentou a existência de uma correlação transcendental entre Deus e os pobres, na qual os pobres, além de vítimas, seriam sacramentos de Deus e a presença de Jesus em nosso meio, portanto, passou a difundir uma teologia preocupada em "descer da cruz os povos crucificados" na qual um amor histórico pelos pobres nos tornaria semelhantes a Deus.
Em 1976, publicou seu primeiro livro: "Cristologia a partir da América Latina: Esboço a partir do seguimento do Jesus histórico", e desse modo se incluiu entre os defensores da teologia da libertação. No panorama da Cristologia latino-americana, suas obras ganharam grande destaque. O objetivo de sua reflexão cristológica é revelar a prática libertadora de Jesus. Nesse contexto, entende o anúncio do Reino de Deus como o anúncio de uma utopia da libertação integral que deve se concretizar no curso da história.
Além disso, coloca as vítimas deste mundo (os pobres) no lugar substancial de sua concepção cristológica, isso porque, acredita que os pobres são os destinatários privilegiados de tal concepção que, portanto, são o "a partir de onde" e o "para onde" de sua cristologia.
A correlação entre Jesus e as vítimas estabelece um círculo hermenêutico: de um lado, as vítimas ajudam a entender os textos cristológicos e a conhecer melhor a Jesus; de outro, Jesus ajuda a compreender melhor as vítimas e a defendê-las. A partir desse círculo hermenêutico, os pobres e as vítimas são introduzidos no âmbito da realidade teologal; trata-se de uma teologia comprometida em fazer os povos crucificados descerem da cruz. Na situação concreta dos povos crucificados, surgem as seguintes questões em relação à ressurreição:
1. É possível compreender e refazer hoje, ainda que seja de forma analógica, a experiência dos primeiros cristãos?
2. Quais as possibilidades de viver como ressuscitados nas atuais condições históricas?
3. O povo crucificado pode ter esperança de ser também um povo ressuscitado?
4. O que significa crer que Deus é o Deus da vida, que faz justiça a uma vítima inocente, ressuscitando-a da morte?
5. Como pode captar-se e compreender o viver, já agora na história, como ressuscitados?
6. Como compaginar o senhorio de Cristo e a miséria reinante neste mundo?

A partir de tais questões, Sobrino propõe uma nova concepção da teologia da ressurreição de Jesus a partir de uma hermenêutica libertadora, na qual, as vítimas são o locus privilegiado para captar a ressurreição do Crucificado, por meio do qual é possível ver a riqueza da revelação de Deus nos mais pobres e injustiçados. Além disso, concebe uma dimensão escatológica da Ressurreição em nossa história e a ressurreição como revelação da justiça de Deus, uma utopia que permitira viver no seguimento de Jesus com uma promessa que nos abriria a um futuro de esperança.
Sobrino procura compreender a ressurreição de Jesus a partir da esperança das vítimas, o que se liga à compreensão de Deus como o Deus das vítimas e sustenta a possibilidade de viver como ressuscitados nas condições da existência histórica, portanto, Sobrino busca compreender o sentido da ressurreição no presente, separado por uma distância histórica, que nos afastaria do horizonte de compreensão que possuíam os cristãos primitivos, e, por isso surge a dificuldade para compreender os acontecimentos de Jesus no tempos atuais por meio de uma perspectiva que permita entender seu sentido a partir do horizonte atual.

### Sobre a inexistência de uma teologia neutra
Acredita que não existe uma teologia neutra, poia a teologia se constrói no interior de um momento definido da história que inclui determinados modos de produção material, ideológica, cultural e eclesial; articula-se em função de determinados interesses concretos, que não são sempre conscientes. Portanto, o lugar social determina o modo de pensar dos teólogos e o modo de viver a fé.
Sustenta que a teologia não deve se limitar a ser uma fria e objetivista "inteligência da fé", que se distancia dos sofrimentos humanos, como fizeram o sacerdote e o levita na Parábola do Bom Samaritano, mas ser a inteligência do amor e da misericórdia, preocupada com a dor das vítimas, denunciar quem provoca essa dor e tomar partido pelos empobrecidos.

## Notificação pela Congregação para a Doutrina da Fé
Em 14 de março de 2007, a Congregação para a Doutrina da Fé publicou uma Notificação sobre duas obras de sua autoria: Jesucristo liberador. Lectura histórico-teológica de Jesús de Nazaret (Madrid, 1991) e La fe en Jesucristo. Ensayo desde las víctimas (San Salvador, 1999), que tinha sido assinada em 26 de novembro de 2006 pelos cardeais William Joseph Levada e Angelo Amato, depois de aprovada pelo Papa Bento XVI em outubro de 2006.
A investigação da Congregação para a Doutrina da Fé (CdF) sobre as obras de Sobrino teve início em outubro de 2001. Em julho de 2004, a Congregação encaminhou à Sobrino, uma série de questionamentos sobre pontos de suas obras considerados errôneos, que na visão da CdF, poderiam "causar danos aos fiéis". A resposta de Sobrino foi encaminhada em março de 2005, mas foi considerada insatisfatória pela CdF.
A notificação da CdF abordou proposições relacionadas aos seguintes temas: pressupostos metodológicos que fundam a reflexão teológica de Sobrino, as questões da divindade de Jesus e da encarnação do Filho de Deus, a relação entre Jesus Cristo e o Reino de Deus, a auto-consciência de Jesus Cristo e o valor salvífico de sua morte. A CdF identificou nas obras de Sobrino "graves deficiências tanto de ordem metodológica como de conteúdo". Um dos pontos mais criticados pela CdF foi o pressuposto metodológico presente na reflexão de Sobrino que define os pobres como lugar fundacional da cristologia latino-americana. Segundo a notificação, os erros metodológicos acabam incidindo em conclusões doutrinais consideradas problemáticas, como as proposições que envolvem a questão da divindade de Jesus.
A notificação envolveu questões cristológicas, que estiveram nas notificações contra Jacques Dupuis e Roger Haight, que também eram jesuítas.
O traço característico da cristologia defendida por Sobrino é característico da teologia da libertação, que procura dar uma maior ênfase no Jesus histórico, que é narrado nos evangelhos. Para Sobrino, Jesus foi marcado pelo princípio misericórdia, pela dinâmica da hospitalidade e da acolhida, sendo uma pessoa na qual transparecia a face de um Deus amoroso, com entranhas de ternura e misericórdia, que se compadecia dos mais pobres e excluídos. Portanto, Jesus seria o "ponto de partida da cristologia". Isso mostraria que, para Jesus, a realidade última não seria ele mesmo, nem a Igreja, mas o Reino de Deus como reino de afirmação da vida, ou seja, Jesus seria alguém que sempre reenvia a um mistério maior.
Segundo Sobrino, deve-se evitar absolutizar o Cristo como mediador, pois desse modo se esqueceria sua dupla relacionalidade: "sua relacionalidade histórica constitutiva para com o Reino de Deus e o Deus do reino". Nesse perspectiva, Sobrino sustenta que o receio do terceiro mundo é um "Cristo sem Reino", um "mediador sem mediação". Portanto, não haveria porque, em nome de uma concentração no mediador, relegar a um segundo plano as exigência da mediação do reino, que se traduziria pela realização histórica da vontade do Pai.
A perspectiva teológica sustentada por Sobrino se preocupa com as condições de vida dos pobres, com a "aterradora evidência" dos povos crucificados na América Latina. Para ele a compreensão do Jesus histórico seria um poderoso antídoto contra séculos de exercício de uma fé no Cristo que foi incapaz de enfrentar a miséria da realidade, pois o novo rosto de Cristo libertador seria um desmascaramento do que há de acristão e anticristão nas imagens anteriormente apresentadas.
Sobrino também sustentava a "despacificação de Cristo" e a sua "desidolatrização", ou seja, a afirmação de uma imagem de Cristo que não permitisse a isenção dos sujeitos face aos apelos do real, e a utilização de seu nome para a continuidade da opressão. Portanto, distintamente da perspectiva europeia, a preocupação com o Jesus histórico na América Latina seria marcada por uma hermenêutica da práxis: para que haja uma relação positiva com o Jesus histórico é necessário que se relacione adequadamente com ele, mediante a práxis do seguimento.
Segundo Sobrino, o aspecto mais importante do Jesus histórico seria a sua "prática, o espírito com que a realizou e com o qual a imbuiu: honradez para com a realidade, parcialidade para com o pequeno, misericórdia fundante, fidelidade ao mistério de Deus", e, essa prática e espírito que foram transmitidos por Jesus, seriam uma convocação para os cristãos de prosseguimento de sua causa na história. Em nenhum momento da reflexão de Sobrino há uma exclusão do "Cristo total", mas sim a consciência de que é mediante o Jesus histórico e a práxis de seu seguimento que se dá o acesso ao Cristo da fé.
Segundo Juan José Tamayo, o perspectiva da reflexão teológica de Sobrino é a da misericórdia, e deixa a mensagem de "que a teologia não pode limitar-se a ser uma inteligência fria da fé que passa ao largo do sofrimento dos seres humanos". Essa atenção ao mundo dos pobres é um marco essencial da teologia de Sobrino. Por ocasião do II Fórum Mundial de Teologia e Libertação, realizado em Nairobi, em janeiro de 2007, os teólogos do terceiro mundo fizeram uma homenagem a Jon Sobrino, na qual indicaram que a obra de Sobrino, em particular sua cristologia, seria o resultado de uma experiência evangélica, de uma 'ruptura epistemológica' e da descoberta do 'lugar teológico' dos pobres". E, além disso, afirmaram que Sobrino "é o mestre que está ajudando mais de uma geração a dar o salto do dogma abstrato, do sonho dogmático, ao encontro do Cristo vivo em seu contexto, em seu lugar teológico que é o povo pobre".

## Obras
- "Cristología desde América Latina" (San Salvador, 1976);
- "Monseñor Romero, verdadero profeta" (Manágua, 1981);
- "Resurrección de la verdadera Iglesia. Los pobres, lugar teológico de la eclesiología" (Santander, 1981);
- "Jesús en América Latina. Su signiﬁcado para la  fe y la cristología" (Santander, 1982)[2];
- Resurrección de la verdadera Iglesia. Los pobres, lugar teológico de la eclesiología, 1984.
- Jesús en América Latina. Su significado para la fe y la cristología, 1985,
- "Liberación con Espíritu. Apun-tes para una nueva espiritualidad" (Santander, 1985); (Geist, der befreit: Anstösse zu einer neuen Spiritualität, 1989);
- "Theology of Solilidarity" (em co-autoria com Juan Hernández Pico) (Orbos Books, Maryknoll, Nova Iorque, 1985);
- "Compañeros de Jesús. El asesinato-martirio de los jesuitas salvadoreños" (Santander, 1989);
- Sterben muss, wer an Götzen rührt: das Zeugnis der ermordeten Jesuiten in San Salvador: Fakten und Überlegungen, 1990.
- "Monseñor Oscar A. Romero. Un obispo con su pueblo" (Santander, 1990);
- "Mysterium liberationis. Conceptos fundamentales de la teología de la liberación", em co-edição com Ignacio Ellacuría (Madri, 1990);
- "Jesucristo liberador. Lectura histórico-teológica de Jesús de Nazaret" (Madrid, 1991);
- "El principio misericordia. Bajar a los cruciﬁcados de la cruz" (Santander, 1992);
- Santo Domingo 1992. IV. Generalversammlung der Lateinamerikanischen Bischofskonferenzen. Werden - Verlauf - Wertung, 1993.
- Befreiungstheologie als intellectus amoris (con Martin Maier), 1994.
- Mysterium Liberationis. Grundbegriffe der Theologie der Befreiung (con Ignacio Ellacuría), 1995/1996.
- Qué queda de la Teología de la Liberación?, 1997.
- La Iglesia samaritana y el Principio-Misericordia, 1998.
- "La fe en Jesucristo. Ensayo desde las víctimas" (Madrid, 1999);
- "El evangelio de Monseñor Romero" (em co-autoria com Miguel Cavada Díez) (San Salvador, 2001);
- "Terremoto, terrorismo, barbarie y utopía. El Salvador, Nueva York, Afganistán" (Madrid, 2002);
- "Cartas a Ellacuría. 1989-2004" (Trotta, Madrid, 2004);
- "Fuera de los pobres no hay salvación: pequeños ensayos utópico-proféticos", (Trotta, Madrid, 2007).

### Obras em português
- Cristologia a partir da América Latina. Petrópolis: Vozes, 1983.
- Voz dos sem voz: a palavra profética de D. Oscar Romero (em co-autoria). São Paulo: Paulinas, 1987.
- Espiritualidade da libertação: estrutura e conteúdos. São Paulo: Loyola, 1992, ISBN 9788515006809
- Solidários pelo reino (em co-autoria com Juan Hernandez Pico). São Paulo: Loyola, 1992, ISBN 9788515005932
- Jesus, o Libertador. I - A História de Jesus de Nazaré. Petrópolis: Vozes, 1994, 392 p. ISBN 85-326-0980-5
- A fé em Jesus Cristo: ensaio a partir das vítimas. Petrópolis: Vozes, 2001, ISBN 8532623948
- Fora dos pobres não há salvação: pequenos ensaios utópico-proféticos. São Paulo: Paulinas, 2008, ISBN 978-85-356-2173-0

## Prêmios
- Doutor Honoris Causa pelo Instituto de Direitos Humanos Pedro Arrupe e da Faculdade de Direito da Universidade de Deusto, na Espanha, em 2009[7].